# کیزویل (نیویورک)
کیزویل (به انگلیسی: Keeseville) یک منطقهٔ مسکونی در ایالات متحده آمریکا است که در نیویورک واقع شده‌است. کیزویل ۳٫۲ کیلومتر مربع مساحت و ۱۰ نفر جمعیت دارد و ۱۲۷ متر بالاتر از سطح دریا واقع شده‌است.